# Casa de peons caminers (Roses)
La Casa de peons caminers és un edifici situat a la carretera GI-610, al municioi de Roses, a la comarca de l'Alt Empordà, Catalunya. Aquesta obra arquitectònica està inclosa en l'Inventari del Patrimoni Arquitectònic de Catalunya.

## Descripció
Situada al nord del nucli urbà de la població, al marge esquerre de la carretera de Roses a Cadaqués a l'altura del quilòmetre 4, en un terreny lleugerament elevat.
Es tracta d'una casa de planta rectangular, formada només per planta baixa, amb coberta a dues vessants i amb l'eix carener paral·lel a la façana principal, davant la qual hi ha una estreta terrassa que salva el desnivell existent entre la carretera i l'edifici.
La façana principal presenta una porta central i dues finestres a banda i banda, totes d'obertura rectangular. Les úniques obertures destacables són les de la façana sud, ja que presenten arcs rebaixats bastits amb maons, a manera de guardapols. A la part superior de la façana, sota la línia de la teulada, hi ha una cornisa sobresortint que es troba sustentada per mènsules bastides amb maons, disposades a manera de fris. Per sota hi ha tres línies paral·leles de motllures decoratives, també en maó. De la mateixa manera, els eixos cantoners també es troben decorats amb maons. Tots els elements decoratius estan pintats d'un color vermell molt intens, mentre que la resta del parament està pintat i arrebossat.
A la part de darrere de l'edifici, tancat amb un muret perimetral, s'observa com es va guanyar espai per a construir-lo, mitjançant el rebaix de la roca.

## Història
El bastiment de l'edifici és lligat amb la construcció de la carretera que comunicava Roses amb Cadaqués, Port de la Selva i la Selva de Mar. Era en aquesta casa on residia el peó caminer que s'encarregava de tenir cura d'aquesta via.
Està documentat que vers el 1868, els pobles usuaris de la via li pagaven un tribut.